# Sebiș (okręg Bihor)
Sebiș – wieś w Rumunii, w okręgu Bihor, w gminie Drăgănești. W 2011 roku liczyła 311 mieszkańców.